# Arc latin
- Centre des capitales
- Nouveaux Länder allemands
- Arc alpin
- Diagonale continentale
- Arc latin
- Méditerranée centrale
- Arc atlantique
- Régions de la mer du Nord
- Arc baltique

L’arc latin est un sous-ensemble de la région méditerranéenne décrit par la Commission européenne dans le rapport Coopération pour l’aménagement du territoire européen - Europe 2000 Plus. Le second sous-ensemble de l'espace « région méditerranéenne » est la Méditerranée centrale.
Le découpage adopté par la Commission dans ce rapport est une simple hypothèse de travail visant à faciliter les analyses et à mettre en évidence les dynamiques transnationales. La Commission ajoute, par ailleurs, que ce découpage ne vise pas à créer de « nouvelles super-régions européennes ».
Il ne doit pas être confondu avec l'Arc Latin qui est une organisation de coopération politique et technique.

## Définition
L'arc latin est un terme désignant les régions du Nord-Ouest de la Méditerranée. Il comprend des pays de l'Union européenne très developpés. Cet arc, parce qu'elle est densément urbanisé et peuplé, est la région motrice de l'espace méditerranéen. 

## Modèles de développement
Du fait de l'hétérogénéité de l’espace, huit modèles de développement distincts existent :
- le modèle andalou basé sur une politique volontariste tourné vers le centre de l’Espagne et Madrid[4].
- le modèle valencien fait face à des problèmes environnementaux, d'infrastructure et de développement malgré l'industrie[4].
- le modèle catalan, tourné vers l'Europe du Nord, qui joue un rôle moteur malgré les problèmes liés à la restructuration industrielle[4].
- la « façade maritime française » se caractérise par une sous-industrialisation du fait qu'il s'agit d'une région traversée par des flux et partagée entre activités de pointe (Sophia Antipolis) et activités peu qualifiées[4].
- le « couloir ligure » dont les activités industrielles et touristiques sont en reconversion[4].
- le modèle toscan et ombrien basé sur les PME diversifiées et dynamiques[4].
- le modèle du Latium fortement centralisé autour de la capitale, Rome[4].
- et les îles, représentant chacune un modèle de développement isolé (tourisme aux Baléares, PME en Sardaigne, et vieillissement de la population en Corse)[4].

## Sources

## Compléments